# Thailand Open 2009
Il Thailand Open 2009 è stato un torneo di tennis giocato sul cemento indoor.
È stata la 7ª edizione del Thailand Open,
che fa parte della categoria ATP World Tour 250 series nell'ambito dell'ATP World Tour 2009.
Si è giocato all'Impact Arena di Bangkok in Thailandia,
dal 26 settembre al 4 ottobre 2009.

## Partecipanti

### Teste di serie
| Nazionalità | Giocatore          | Ranking1 | Testa di serie |
| ----------- | ------------------ | -------- | -------------- |
| Francia     | Jo-Wilfried Tsonga | 7        | 1              |
| Francia     | Gilles Simon       | 10       | 2              |
| Stati Uniti | Sam Querrey        | 25       | 3              |
| Serbia      | Viktor Troicki     | 32       | 4              |
| Germania    | Philipp Petzschner | 35       | 5              |
| Austria     | Jürgen Melzer      | 39       | 6              |
| Francia     | Fabrice Santoro    | 40       | 7              |
| Stati Uniti | John Isner         | 41       | 8              |

- 1 Ranking al 21 settembre 2009.

### Altri partecipanti
Giocatori che hanno ricevuto una Wild card:
- Danai Udomchoke
- Kittipong Wachiramanowong
- Somdev Devvarman

Giocatori passati dalle qualificazioni:

- Florian Mayer
- Marsel İlhan
- Marco Chiudinelli
- Édouard Roger-Vasselin

## Campioni

### Singolare
Gilles Simon ha battuto in finale  Viktor Troicki con il punteggio di 7–5, 6–3.
- È il primo titolo dell'anno per Simon, il sesto della sua carriera.

### Doppio
Eric Butorac /  Rajeev Ram hanno battuto in finale  Guillermo García López /  Miša Zverev con il punteggio di 7–6(4), 6–3.